# Kyoto Notre Dame University
La Kyoto Notre Dame University (KNDU) è un'università privata di indirizzo cattolico con sede a Kyoto, in Giappone.

## Storia
Le origini dell'istituto risalgono alla scuola femminile aperta nel 1948 dalle Suore scolastiche di Nostra Signora. La scuola fu elevata al rango di università nel 1961 e prese il nome di Kyoto Notre Dame University nel 1994.